# Morihei Ueshiba
Morihei Ueshiba (植芝盛平 Ueshiba Morihei?), född 14 december 1883 i Japan, död 26 april 1969, var skaparen av den japanska kampkonsten aikido. Aikidotränande kallar honom ofta o-sensei, som kan översättas till "stor lärare".
Ueshibas mesta träning inom kampkonst kom från Sokaku Takeda, från vilken han lärde jujutsustilen Daito Ryu. En annan viktig influens i Ueshibas liv var Onisaburo Deguchi, den religiösa rörelsen Omotos ledare. Det sägs att Ueshiba ska ha fått en andlig uppenbarelse att han skulle skapa en kampkonst som var för livet och inte för döden. 
1927 flyttade Ueshiba till Tokyo där han grundade sin första dojo. 1942 flyttade han från Tokyo till en plats på landsbygden kallad Iwama, och där bodde han till sin död. Varje år den 29 april håller präster från Omoto en ceremoni i den lilla helgedomen, Aiki Jinja, som finns i anslutning till dojon i Iwama.